# Milan Damjanović
Milan Damjanović (srbsky: Милан Дамјановић; 15. října 1943 Knin – 23. května 2006 Bělehrad) byl srbský fotbalista reprezentující Jugoslávii. S její reprezentací získal stříbrnou medaili na mistrovství Evropy v roce 1968. Nastoupil ve všech třech zápasech závěrečného turnaje (finále se muselo opakovat). Celkem za národní tým nastoupil k 7 utkáním. Většinu své klubové kariéry strávil v Partizanu Bělehrad (1962–1971). S Partizanem se stal dvakrát mistrem Jugoslávie (1962/63, 1964/65). Poté mu bylo dovoleno zakončit kariéru v zahraničí, působil ve francouzských klubech Angers (1971–1976) a Le Mans (1976–1977). Hrával zejména na postu obránce. Měl přezdívku Gica.